# Eilema ainonis
Eilema ainonis är en fjärilsart som beskrevs av Matsumura 1927. Eilema ainonis ingår i släktet Eilema och familjen björnspinnare. Inga underarter finns listade i Catalogue of Life.